# Music Sounds Better with You
Music Sounds Better with You är Acid House Kings' femte studioalbum, utgivet 2011. I Sverige utgavs skivan på CD, LP och digitalt den 22 mars 2011. I Asien utgavs skivan på samma datum i CD-version av Lova-Da-Records.
Från skivan släpptes flera singlar:"Are We Lovers or Are We Friends?", "Would You Say Stop", "Heaven Knows I Miss Him Now" och "(I'm in) a Chorus Line". Bandets släppte även en EP, Music Sounds Better Remixed, som innehöll fem olika remixer av låten "Would You Say Stop?".

## Låtlista
| Nr  | Titel                               | Längd |
| --- | ----------------------------------- | ----- |
| 1.  | Are We Lovers or Are We Friends?    | 3:38  |
| 2.  | Windshield                          | 2:27  |
| 3.  | Would You Say Stop?                 | 3:06  |
| 4.  | Under Water                         | 3:23  |
| 5.  | (I'm in) a Chorus Line              | 2:40  |
| 6.  | Where Have We Been?                 | 2:41  |
| 7.  | Waterfall                           | 3:06  |
| 8.  | There Is Something Beautiful        | 3:47  |
| 9.  | I Just Called to Say Jag älskar dig | 2:55  |
| 10. | Heaven Knows I Miss Him Now         | 2:59  |

## Personal
- Johan Angergård - gitarr, bas, keyboards, bakgrundssång, producent, arrangemang
- Niklas Angergård - producent, sång, gitarr, bas, slagverk, keyboards, piano, arrangemang
- Andi Dahl - piano
- Björn Engelmann - mastering
- Peter Eriksson - artwork
- Henrik Halvarsson - fotografi
- Julia Lannerheim - sång
- Pernilla Larsson - flöjt
- Erik Palmberg - trumpet

## Mottagande

### Sverige
Skivan snittar på 3,2/5 på Kritiker.se, baserat på tolv recensioner.

### Internationellt
Allmusic gav betyget 4,5/5 och Pitchfork betyget 7,8/10.

### Fotnoter
1. ↑  ”Music Sounds Better with You”. Discogs.com. http://www.discogs.com/Acid-House-Kings-Music-Sounds-Better-With-You/release/2812232. Läst 2 mars 2012.
2. ↑  ”Acid House Kings”. Labrador. Arkiverad från originalet den 25 februari 2012. https://web.archive.org/web/20120225231101/http://www.labrador.se/releases/ahk.php3. Läst 2 mars 2012.
3. ↑  ”Music Sounds Better with You”. Kritiker.se. https://kritiker.se/skivor/acid-house-kings/music-sounds-better-with-you/. Läst 2 mars 2012.
4. ↑  Sendra, Tim. ”Music Sounds Better with You”. Allmusic.com. http://www.allmusic.com/album/music-sounds-better-with-you-r2139966. Läst 2 mars 2012.
5. ↑  Fitzmaurice, Larry (26 april 2011). ”Sounds Better with Music”. Pitchfork. http://pitchfork.com/reviews/albums/15351-music-sounds-better-with-you/. Läst 2 mars 2012.